# Edgar Núñez
Edgar Núñez Magaña (Ciudad de México, 1981) es un chef de cocina mexicano, creador de su propio estilo culinario, «cocina vegetal mexicana», cocinero que hoy posiciona a la gastronomía mexicana moderna en la escena culinaria mundial, buscando como base la raíz de la tradición y modernidad misma, con una filosofía de conocimiento, estudios de las recetas y técnicas, teniendo como principio la disciplina. 

## Trayectoria
Inició su carrera profesional como aprendiz en el ramo de la hospitalidad, lo que lo llevó a trabajar en restaurantes reconocidos mundialmente como el restaurante Noma o los restaurantes de Paul Bocuse en Lyon, Francia.
Fue discípulo del chef Olivier Lombard, quien lo acercó a la Academia Culinaria de Francia. 
Más adelante ejerció como chef en algunos restaurantes en la Ciudad de México: Ivoire, Café Lutèce y Landó Grill. En 2008, el restaurante Sud 777 inicia actividades con Edgar Núñez como chef copropietario y para 2016, inicia actividades como chef copropietario de Comedor Jacinta, con una oferta gastronómica que combina su propuesta moderna con los sabores caseros y la cocina de diferentes épocas de la tradición mexicana. En 2018 nace María Dolores, con una original propuesta de cocina mexicana contemporánea, ubicado en el hotel Atelier en Playa Mujeres, Quintana Roo.
Impulsado por su amor a la música Hi-Fi, Edgar fundó Lava, un cocktail bar que refleja su pasión por el arte y el sonido en su máxima expresión
Hoy es un importante promotor de la cocina mexicana moderna y sus ingredientes guardando un gran respeto por la tradición y sus procesos. Además, es reconocido por su visión culinaria enfocada en la sustentabilidad al ser de los primeros chefs en México en contar con una producción de ingredientes de forma in-house, local y de proximidad a sus restaurantes.

## Estilo culinario
Aunque no se dedica a la cocina tradicional mexicana, su estilo rescata y busca enaltecer los ingredientes mexicanos y ciertas elaboraciones que apelan a las raíces, pero combinadas de una manera esencialmente moderna o actual. Sin embargo, a él mismo no le agrada el encasillamiento como «actual» (ni ningún otro): prefiere decir que lo que hace es «orgullosamente mexicano». Debido a que sus ingredientes favoritos para sus platillos son los vegetales, se dedica también a cultivarlos, principalmente con su propia huerta en sus locales, pero además colabora con horticultores de la zona, e incluso utiliza el método ancestral mexicano de cultivo en las chinampas de Xochimilco, donde posee su propio lote. En un contexto cultural esencialmente carnívoro, le costó inicialmente desplegar e imponer su estilo que él ha denominado «cocina vegetal mexicana» y que, aunque pone énfasis en el uso de los vegetales como los ingredientes estrella, no es una cocina vegetariana, ni vegana.
En cuanto a la organización de la oferta gastronómica en el restaurante que dirige, es notable el dinamismo: Más de 20 veces por año cambia el menú compuesto por cinco platos y tres veces al año renueva la carta totalmente.

## Sud 777
En 2008, el chef Edgar Núñez inaugura como chef copropietario, Sud777. Un destacado restaurante ubicado en el corazón de Jardines del Pedregal ha sido un referente en la escena gastronómica mexicana a nivel mundial, ha sido reconocido en las listas de The World's 50 Best Restaurants, Latin America's 50 Best Restaurants, Best Vegetables Restaurnats. Esta propuesta ha llevado al restaurante a ser galardonado con una estrella Michelin en 2024, en la primera edición de la guía Michelin en México.

## Comedor Jacinta
A finales de 2016, el chef Edgar Núñez inaugura como chef copropietario, Comedor Jacinta. Este restaurante ubicado en Polanco, Ciudad de México es un comedor mexicano con una propuesta casual dining mucho más informal con platillos inspirados en su infancia influenciada por su mamá. Comedor Jacinta es la interpretación de cómo este chef ve la cocina mexicana hoy en día.

## Membresías
Es miembro de la Academie Culinaire de France, fundador de la Asociación Mexicana de Food Trucks y miembro del Colectivo Mexicano de Cocina AC.

## Premios y reconocimientos
- En 2012 obtuvo el primer lugar en la «Distinción Bohemia»[3]
- La revista Forbes lo ha mencionado entre los diez mejores chefs de México.[4]
- En 2017 fue jurado de la tercera edición del concurso gastronómico S. Pellegrino Young Chef.
- 2018, aparición en la lista de los 100 mejores restaurantes del mundo de S. Pellegrino en el lugar 64.
- 2018, aparición en la lista de los 50 mejores restaurantes de Latinoamérica de S. Pellegrino en el lugar 14
- 2019, aparición en la lista de los 120 mejores restaurantes del mundo de S. Pellegrino en el lugar 58.
- 2019- Grado Chevalier en l’Academie Culinaire de France
- 2020- La We're Smart Green Guide, posicionó a Sud777, en el lugar 32. siendo el único restaurante mexicano en el top 100.
- 2021- aparición en la lista de los 50 mejores restaurantes de Latinoamérica de S. Pellegrino en el lugar 12.
- 2022- aparición en la lista de los 50 mejores restaurantes de Latinoamérica de S. Pellegrino en el lugar 23.
- 2023- aparición en la lista de los 50 mejores restaurantes de Latinoamérica de S. Pellegrino en el lugar 31.
- 2024- aparición en la lista de los 50 mejores restaurantes de Latinoamérica de S. Pellegrino en el lugar 47.
- 2024, aparición en la lista de los 100 mejores restaurantes del mundo de S. Pellegrino en el lugar 82.
- 2024- Sud777 recibe su primera estrella Michelin en la edición inaugural de la Guía Michelin México.
- 2024- Comedor Jacinta es distinguido con el reconocimiento Bib Gourmand por la Guía Michelin México.
- 2024- María Dolores es mencionado en la Guia Michelin Mexico, logrando que se mencionen 3 de sus restaurantes en la guía.
- 2025 - María Dolores recibe el reconocimiento de 5 estrellas de Forbes Travel Guide como el primer y único restaurante en Latinoamérica.